# Szent Paraszkiva-fatemplom (Vecel)
A Szent Paraszkiva-fatemplom műemlékké nyilvánított épület Romániában, Hunyad megyében. A romániai műemlékek jegyzékében a  HD-II-m-B-03474 sorszámon szerepel.